# Nanteuil (Deux-Sèvres)
Nanteuil – miejscowość i gmina we Francji, w regionie Nowa Akwitania, w departamencie Deux-Sèvres.
Według danych na rok 1990 gminę zamieszkiwało 1466 osób, a gęstość zaludnienia wynosiła 71 osób/km² (wśród 1467 gmin regionu Poitou-Charentes Nanteuil plasuje się na 193. miejscu pod względem liczby ludności, natomiast pod względem powierzchni na miejscu 379.).